# Campo municipal de A Pinguela
El campo municipal de A Pinguela es un recinto deportivo de la ciudad española de Monforte de Lemos, en la provincia de Lugo. En él juega sus partidos como local el Club Lemos.

## Historia y características
Fue inaugurado en 1999. Tiene capacidad para 1100 espectadores en una única grada cubierta y es de hierba natural. Alrededor del terreno de juego dispone de pistas de atletismo, que llevan el nombre de la atleta monfortina Saleta Fernández López, y también de zonas de lanzamiento y salto.
En 2021 se mejoró la iluminación exterior del campo, con la sustitución de las luminarias existentes por otras con tecnología led instaladas sobre 4 torres metálicas.
El campo se encuentra dentro del Área polideportiva de A Pinguela, que cuenta también con piscina climatizada, pabellón polideportivo y pistas de tenis.